# Брежинью-ди-Назаре
Брежинью-ди-Назаре (порт. Brejinho de Nazaré) — муниципалитет в Бразилии, входит в штат Токантинс. Составная часть мезорегиона Западный Токантинс. Входит в экономико-статистический микрорегион Гурупи. Население составляет  5 185 человек на 2010 год. Занимает площадь 1 724,450 км². Плотность населения — 3,01 чел./км².

## Демография
Согласно сведениям, собранным в ходе переписи 2010 г. Национальным институтом географии и статистики (IBGE), население муниципалитета составляет:
| Полное население                               | Полное население                               | Полное население                               | Полное население                               | 5 185 |
| ---------------------------------------------- | ---------------------------------------------- | ---------------------------------------------- | ---------------------------------------------- | ----- |
| в том числе:                                   | Городское население                            | 4 195                                          | Процент городского населения, %                | 80,91 |
|                                                | Сельское население                             | 990                                            | Процент сельского населения, %                 | 19,09 |
|                                                | Мужское население                              | 2 599                                          | Процент мужского населения, %                  | 50,13 |
|                                                | Женское население                              | 2 586                                          | Процент женского населения, %                  | 49,87 |
| Плотность населения, чел/км²                   | Плотность населения, чел/км²                   | Плотность населения, чел/км²                   | Плотность населения, чел/км²                   | 3,01  |
| Население муниципалитета в % к населению штата | Население муниципалитета в % к населению штата | Население муниципалитета в % к населению штата | Население муниципалитета в % к населению штата | 0,37  |

По данным оценки 2016 года население муниципалитета — 5 451 житель.

## Статистика
- Валовой внутренний продукт на 2003 составляет 12.687.317,00 реалов (данные: Бразильский институт географии и статистики).
- Валовой внутренний продукт на душу населения на 2003 составляет 2.848,52 реалов (данные: Бразильский институт географии и статистики).
- Индекс развития человеческого потенциала на 2000 составляет 0,673 (данные: Программа развития ООН).

## Важнейшие населенные пункты
| № | Населённый пункт   | Населённый пункт (порт.) | Категория | Население чел. (2010) | На карте                        |
| - | ------------------ | ------------------------ | --------- | --------------------- | ------------------------------- |
| 1 | Брежинью-ди-Назаре | Brejinho de Nazaré       | город     | 4 195                 | 11°01′06″ ю. ш. 48°34′09″ з. д. |